# Republic Tobacco
Republic Tobacco L.P. est un groupe multinational américain spécialisé dans la production, la distribution et la vente de produits liés à l'industrie du tabac. Basé dans la banlieue de Chicago, il fait partie d'un conglomérat appelé Republic Group. Il possède des marques historiques de papier à cigarettes comme JOB et OCB.

## Histoire
On dispose actuellement de peu d'informations vérifiables concernant ce groupe.
Outre Republic Tobacco, Republic Group possède Top Tobacco, Republic Technologies (dont JOB), Altesse GmbH (filtre à cigarettes), HTH Tabak (cigarettes, snuff, et tabac), et Productos Technologicos Catalanes (accessoires pour fumeur). Au total, le groupe est présent dans plus de 90 pays.
Depuis la fin des années 1960, Donald R. Levin est le fondateur et président de ce groupe. Le siège est situé à Glenview (Illinois). Levin a monté en 1969 une holding (DRL Enterprises, Inc.), à partir de laquelle il a constitué son groupe – parti d'une boutique appelée Adams Apple Distributing Company, ouverte à Chicago – devenu en 1976 le principal distributeur américain de papier à rouler, et affichant 10 millions de dollars de chiffre d'affaires ; son principal fournisseur était JOB. Ses investissement concernent l'industrie du tabac, mais aussi l'aéronautique, l'équipement médical, la location de matériel agricole et les clubs sportifs.
En 2000, Levin rachète au groupe Bolloré les marques JOB et Zig-Zag.
En 2006, Republic Group rachète les parts restantes (19 %) du groupe Bolloré avec la marque OCB. En juillet 2009, il prend le contrôle des Papeteries du Léman et des Papeteries des Vosges, et donc de Bolloré Thin Papers, à travers une holding (PLV) appartenant à Republic Technologies France (basée à Perpignan), elle-même filiale de Republic Group, ce qui en ferait le leader mondial du papier à cigarettes.
Levin est également propriétaire depuis 1994 des Wolves de Chicago et producteur de films (dont Maximum Overdrive, 1986).